# Tulu Nadu

Tulu Nadus läge.

Tulu Nadu är en etnisk tulutalande region i kustlandskapet Kanara, på malabarkusten i den indiska delstaten Karnataka, efter en administrativ delning 1997 bestående av de två distrikten Dakshina Kannada och Udupi. 
Det förstnämnda distriktet består av kommunerna (taluk) Mangaluru, Bantwal, Puttur, Sulya och Beltangadi, medan det sistnämnda distriktet består av kommunerna Udupi, Kundapur och Karkal.